# 콘라트 4세
콘라트 4세(Konrad IV, 1228년 4월 25일 ~ 1254년 5월 21일)는 호엔슈타우펜 왕조의 일원으로 신성로마제국의 프리드리히 2세와 욜랑드 드 브리엔 사이에서 태어난 아들이다. 예루살렘의 왕(Conrad II, 1228년 ~ 1254년), 독일 왕(Conrad IV, 1237년∼1254년), 시칠리아 왕(Curradu I, 1250년∼1254년)이었다.
1237년 부왕 프리드리히 2세로부터 독일 왕위를 물려받았으나, 국내 제후의 지원을 받고 있는 대립왕과의 항쟁 때문에 애를 먹었다. 부왕의 사후 시칠리아 왕도 겸하여 교황과 이탈리아 여러 도시의 항쟁을 받아, 1251년 이탈리아 원정을 하던 중 그 귀로에 병사하였다. 이로써 호엔슈타우펜가는 단절되고 대공위시대가 되었다.